# ゴダイヴァ夫人 (ジョン・コリアの絵画)
『ゴダイヴァ夫人』（ゴダイヴァふじん、英語: Lady Godiva）は、イギリスのラファエル前派の画家、ジョン・コリアが1898年に制作した絵画である。ウェスト・ミッドランズ州の地方都市コヴェントリーにあるハーバート美術館が所蔵する作品であり、チョコレートメーカーゴディバのロゴにも採用された、同地の著名な「ゴダイヴァ夫人の伝説」をモチーフとしている。ゴダイヴァ夫人をモチーフとした作品としてもっとも知られており、ハーバート美術館は所蔵するゴダイヴァ夫人コレクションの複製権申請のうち、約90%を本作品が占めていると発表している。

## ゴダイヴァ夫人の伝説
1016年にイングランドを制圧したクヌート1世は同地をウェセックス、イースト・アングリア、マーシア、ノーザンブリアに分割し、信頼のおける臣下に伯爵（アール）の地位を与えて統治させた。マーシアの地を与えられたエアドリクが殺害されたことにより1017年にマーシア伯を叙爵したレオフリック伯爵は、その後40年の長きに渡ってこの地を治めた。ゴダイヴァ夫人はこのレオフリック伯爵の妻にあたる人物である。ゴダイヴァ夫人の史実上の詳細はわかっておらず、『アングロサクソン年代記』にはリンカンの州知事であったソロルドの妹であったことや、コヴェントリーの修道院に寄進したことなどが断片的に記されているのみである。
その後、13世紀はじめごろにセント・オールバンズの歴史家ロジャー・オヴ・ウェンドーヴァーが著した年代記においてゴダイヴァ夫人について言及がみられるようになり、各地で編纂された年代記を経て様々な要素が加えられ、ゴダイヴァ夫人の伝説が形作られた。伝説の概略としては、圧政に苦しむコヴェントリーの救済を嘆願した夫人を諦めさせるため、統治者であり夫のレオフリック伯爵は「裸のままで馬にまたがり、町に市が立ち、すべての住民が集まる場所を端から端まで進め」という要求を夫人に突きつけた。レオフリック伯爵の予測に反して夫人はその無理難題を答えるために従者二人を付き従え、裸で馬にまたがって自身の長い髪で全身を覆って秘部を隠しながら町を歩いた。レオフリック伯爵は夫人の要求を呑み、コヴェントリーの町は苦役から解放されたというものである。この伝説は16世紀の歴史家リチャード・グラフトンの年代記の頃には、住民は家の中に留まって窓を閉めて彼女を見ないようにというお触れが出たことなどが加えられ、その掟を破ったピーピング・トムのストーリーなどが誕生した。
歴史的事実を鑑みると11世紀ごろのコヴェントリーは人口300人から350人程度の集落でしかなく、住民はすべて農奴身分であり、自由な市民や税金なども無く、この伝説は後の創作であることが通説となっている。また、ドゥームズデイ・ブックによればゴダイヴァ夫人はコヴェントリーに5ハイドの土地とそれに付随する農奴を有していたとされており、コヴェントリーの集落自体がゴダイヴァ夫人の所有地であったとされているため、住民が生活に困窮しているのであれば自身の判断で差配が可能な土地であったということになる。しかしながら信仰心の篤い高貴な女性が自己犠牲的に民衆を救済するという耳障りの良いストーリーは、数世紀にわたって年代記の中で広く語り継がれた。
こうしてゴダイヴァ夫人は重税からコヴェントリーの町を解放した自由のシンボルとなり、芸術作品や催し物の題材として広く受容されるようになった。

## 作品

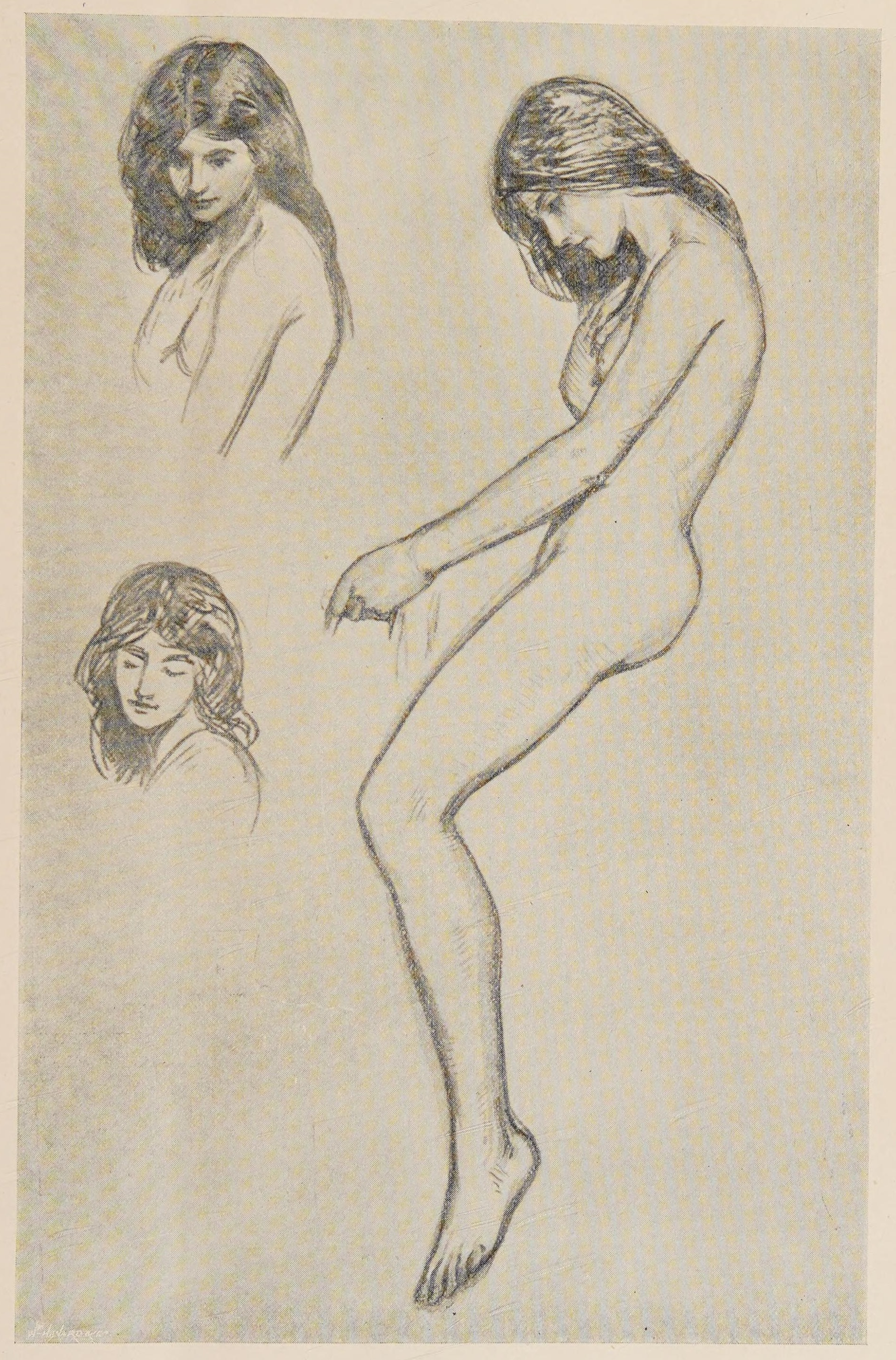
ジョン・コリアによる習作。

本作品はラファエル前派として広く活動していたイギリスの肖像画家、ジョン・コリアによって1898年に描かれた。ゴダイヴァ夫人の伝説を画題としたこの作品は、中央にやや大きめの馬が配置され、その馬上で頭を下げて鑑賞者から目を背けた、ほっそりとした体形の裸の女性が左向きに描かれている。騎乗する馬は白馬で、豪華な刺繍と装飾が施された赤い布で覆われている。背景にはノルマン様式建築の人気のない街並みが広がっている。長く柔らかいブロンドの髪で自身を隠す姿は、羞恥心を持った現実の女性であるという人間味と、社会のしがらみや習慣を脱ぎ捨てた神話のシンボルとしての表現が両立する形でバランスよく描かれている。コリアが習作として残していたスケッチを確認すると、目線を鑑賞者側に向けているパターンなども確認できる。
画角にゴダイヴァ夫人を覗き見るピーピング・トムは描かれておらず、窓を閉め切って誰も見ることはなかったはずのシーンを覗き見ている鑑賞者こそがピーピング・トムの役割を与えられているという構成になっている。
ゴダイヴァ夫人のモデルとなったのは当時マブ・ポール（Mab Paul）という名で活動していたウェスト・エンド・シアターの舞台女優メイベル・ヴァイオレット・ホールである可能性が指摘されている。コリアは別の作品でメイベル自身の肖像を描いている。
本作品は1898年6月にロンドンのニューギャラリーで発表され、9月には王立バーミンガム芸術家協会が主催する展示会に出品された。本作品はその後、イギリスの活動家トーマス・ハンコック・ナンの所蔵となったが、1937年に彼が逝去した後は遺言に従いコヴェントリーに寄贈された。

## 評価と影響
本作品は1898年6月ニューギャラリー出品当時のロンドンの雑誌『The Picture Shows』において「しっかりとしたタッチで輪郭が優美に描かれている」と称賛を受けている他、9月の展示会では目玉となる作品のひとつとして言及がなされている。時代的に女性のヌード作品に対して否定的な運動が活発化していた状況であったが、コリアの『ゴダイヴァ夫人』は芸術作品として概ね肯定的に受け入れられた。現代においてはゴダイヴァ夫人を象徴するもっともよく知られた絵画のひとつとなっている。
アメリカの歌手ビヨンセは、2022年に発表したアルバム『ルネッサンス』において本作品の構図を借用したと想起されるクリスタル製の馬にまたがるジャケットデザインを採用している。ビヨンセ自身がコリアの作品について言及した事実は無いが、このジャケットの意図について「私の意図は、安全で、ジャッジされることのない場所を作ることでした。完璧主義や考え過ぎから解き放たれる場所。叫び、解放し、自由を感じるための場所。それは美しい探検の旅でした。」と語っており、ファンの間で『ルネッサンス』と『ゴダイヴァ夫人』を比較する考察が盛り上がった。

### 論文
- Nichols, Kate (2018), “How should we look at Victorian nudes? John Collier's Godiva (1898)”, Midlands Art Papers, 2, University of Birmingham
- 熊澤喜章「貴婦人ゴディヴァの伝説とコヴェントリ」『明大商學論叢』 100巻、2号、明治大学商学研究所、2018年、25-48頁。
- 熊澤喜章「ゴディヴァの行進とコヴェントリ」『明大商學論叢』 101巻、3号、明治大学商学研究所、2019年、43-61頁。

### Webサイト
- 塚田沙羅 (2018年6月10日). “「ラファエル前派」の傑作名画に出会える英国美術館巡り”. サライ.jp.   小学館. 2025年2月16日閲覧。
- Avery Cooper (2023年10月6日). “Unveiling the Enigma: John Maler Collier's Mysterious Lady Godiva”. 1st-art-gallery.com. 2025年2月16日閲覧。
- “Famous Lady Godiva painting to be loaned to Palace of Versailles to mark Paris 2024 Olympic Games”. theherbert.org.   Herbert Art Gallery & Museum (2024年6月11日). 2025年2月16日閲覧。
- “ゴディバの歴史｜ベルギーで誕生したプレミアムチョコレートブランド”. godiva.co.jp.   Godiva. 2025年2月16日閲覧。